# Il'jas Kurkaev
Il'jas Magomedovič Kurkaev (in russo Ильяс Магомедович Куркаев?; Bijsk, 18 gennaio 1994) è un pallavolista russo, centrale della Lokomotiv Novosibirsk.

## Palmarès

### Club
- Campionato russo: 1

Lokomotiv Novosibirsk: 2019-2020

### Nazionale (competizioni minori)
- Campionato mondiale under 21 2013
- Universiade 2015

### Premi individuali
- 2013 - Campionato mondiale under 21: Miglior centrale
- 2017 - Memorial Hubert Wagner: Miglior centrale